# Trenčianska Teplá
Trenčianska Teplá es un municipio del distrito de Trenčín en la región de Trenčín, Eslovaquia, con una población estimada a final del año 2024 de 4162 habitantes.
Se encuentra ubicado en el centro-norte de la región, cerca del río Váh (cuenca hidrográfica del Danubio) y de la frontera con la República Checa.

## Demografía
| Año        | 1994 | 2004    | 2014    | 2024    |
| ---------- | ---- | ------- | ------- | ------- |
| Población  | 3750 | 3933    | 4192    | 4162    |
| Diferencia |      | +4,88 % | +6,58 % | −0,71 % |

| Año        | 2023 | 2024    |
| ---------- | ---- | ------- |
| Población  | 4190 | 4162    |
| Diferencia |      | −0,66 % |